# István Hernek
István „Steve“ Hernek (* 23. April 1935 in Törökszentmiklós; † 25. September 2014 in St. Ignace, Michigan, Vereinigte Staaten) war ein ungarischer Kanute.

## Erfolge
István Hernek, der für Honvéd Budapest aktiv war, nahm im Einer-Canadier an den Olympischen Spielen 1956 in Melbourne teil. Er ging dabei auf der 1000-Meter-Strecke an den Start, auf der er insgesamt acht Konkurrenten hatte. Nach 5:06,2 Minuten überquerte er knapp hinter dem Rumänen Leon Rotman die Ziellinie, der 0,9 Sekunden schneller war als Hernek und damit Olympiasieger wurde, während für Hernek die Silbermedaille blieb. Bronze ging an Gennadi Bucharin aus der Sowjetunion, der 6,5 Sekunden nach Hernek das Rennen als Dritter beendete.
Bereits zwei Jahre zuvor hatte er bei den Weltmeisterschaften in Mâcon in derselben Disziplin ebenfalls Silber gewonnen und sich über 10.000 Meter außerdem die Bronzemedaille gesichert.
Wie viele andere ungarische Olympiateilnehmer setzte sich Hernek nach den Olympischen Spielen in Melbourne in die Vereinigten Staaten ab und kehrte aufgrund der Folgen des Ungarischen Volksaufstands nicht in sein Heimatland zurück. In den Staaten arbeitete Hernek, der seinen Vornamen nunmehr zu Steve anglisierte, als Kanutrainer sowie als Hydraulikingenieur. Er heiratete die Kanutin Mary Ann DuChai, die 1960 ebenfalls an Olympischen Spielen teilnahm. Gemeinsam mit DuChai führte er das Dune Shore Motel und kam Ende September 2014 mit 79 Jahren ums Leben, als er bei dem Versuch, das Dach des Motels zu reparieren, von diesem herunterstürzte.